# Georgi Gwosdejkow

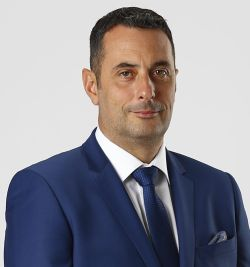
Georgi Gwosdejkow, 2023

Georgi Jordanow Gwosdejkow (auch Georgi Yordanov Gvozdeykov geschrieben; bulgarisch Георги Йорданов Гвоздейков; * 16. Juni 1976 in Twardiza, Volksrepublik Bulgarien) ist ein bulgarischer Rally-Pilot, Ingenieur, Politiker und derzeitiger Minister für Verkehr und Kommunikation. Zwischen 2021 und 2022 war er Abgeordneter im Narodno Sabranie für die Partei Wir setzen den Wandel fort.
Nach seiner Ausbildung an der Sekundarschule „Neofit Rilski“ in seiner Heimatstadt absolvierte Gwosdejkow eine Ausbildung an der renommierten Höheren Luftwaffenschule „Georgi Benkovski“ – Dolna Mitropolia, wo er sich auf den Betrieb und die Reparatur von Flugzeugen spezialisierte. Seine Leidenschaft für Luftfahrttechnik führte ihn zu einem Master-Abschluss in „Aviation (Mechanical) Engineer in Aviation Technology and Technologies“ und schließlich zu einer Promotion an der Universität Weliko Tarnowo.
Bei den Parlamentswahlen im November 2021 trat Gwosdejkow als Kandidat für die „Wir setzen den Wandel fort“ (kurz PP) im Wahlbezirk Sliven an. Er sicherte sich den zweiten Platz und wurde in das Parlament gewählt.
Als nach den Parlamentswahlen im November 2023 die Regierung Denkow gebildet wurde, wurde Gwosdejkow als Minister für Verkehr, Informationstechnologie und Kommunikation vereidigt. Auf diesem Posten folgte er Christo Aleksiew. Mit dem Scheitern der Regierungsbildung unter Maria Gabriel, wie während der Regierungsbildung vereinbart, übernahm Gwozdejkow den gleichen Posten in der darauffolgende Interimsregierung Glawtschew. Für letzteres wurde Gwozdejkow aus der PP-Partei ausgeschlossen, da er den Posten ohne die Zustimmung seiner Partei annahm. Gwozdejkow rechtfertigte seinen Schritt mit der Dringlichkeit der Regierungskontinuität in Bezug auf einen Eisenbahnvertrag mit der deutschen Deutschen Bahn sowie weitere Modernisierungsprojekte bei der bulgarischen Bahn.